# Robinson's Requiem
Robinson's Requiem è un videogioco simulatore di sopravvivenza prodotto e distribuito dalla software house francese Silmarils nel 1994. Il gioco ha ricevuto una serie di critiche discordanti, in quanto alcuni ne hanno lodato la profondità e il realismo e altri hanno espresso riserve sul motore grafico poco dettagliato (che utilizza una rudimentale tecnologia Voxel).
Il gioco ha comunque ottenuto un successo sufficiente da permettere la produzione di un sequel, Deus.

## Trama
Il giocatore veste i panni dell'ufficiale Trepliev, facente parte di un corpo militare conosciuto come la Alien World Exploration (AWE), che ha il compito di trovare altri pianeti abitabili oltre la Terra. Trepliev e i suoi compagni hanno un'ultima missione da compiere prima di presenziare al Requiem di Robinson, cioè la cerimonia di congedo dalla AWE, ma l'astronave su cui viaggiano viene misteriosamente sabotata e si schianta sull'ostile pianeta Zarathustra.
Trepliev dovrà riuscire a sopravvivere in questo mondo ostile e ritrovare i suoi compagni sperduti, quindi tornare con loro a casa sano e salvo.

## Modalità di gioco
Nel gioco lo stato di salute del protagonista è indicato da molteplici fattori: battito cardiaco, pressione diastolica e sistolica, temperatura corporea, sangue, cibo e acqua, i quali sono costantemente monitorati dal minicomputer Sesame a cui il giocatore può accedere durante l'avventura. Ogni azione compiuta da Trepliev può avere ripercussioni positive o negative sulla sua salute, calcolate in maniera alquanto realistica.
- Bere acqua non purificata o mangiare cibo avariato o acerbo può provocare un'intossicazione alimentare, da guarire con antispasmodici;
- Subire ferite riduce il livello di sangue di Trepliev, abbassando la sua pressione, e quelle non trattate possono infettarsi e addirittura degenerare in gangrena, la cui unica soluzione è l'amputazione degli arti;
- Se si viene avvelenati bisogna cercare di bloccare il flusso del sangue con dei lacci emostatici e aspirare il veleno con un apposito gadget da reperire durante l'avventura;
- Trepliev può inciampare fratturandosi degli arti, i quali dovranno essere immobilizzati con delle stecche;
- Nuotare nell'acqua gelida o non coprirsi adeguatamente con degli indumenti farà contrarre la febbre a Trepliev.

Durante l'avventura si potranno recuperare oggetti dalle macerie dell'astronave, sparse qua e là per Zarathustra, che saranno determinanti per la sopravvivenza. Bisogna però tener presente che tali oggetti sono presenti in quantità limitata all'interno del gioco, il che implica che il giocatore debba riuscire a completarlo ferendosi il meno possibile e usandone il meno possibile. Altri oggetti si possono ricavare dalle bestie uccise o dall'ambiente circostante, e combinati tra loro per crearne di nuovi (per esempio unire l'ago, il filo e la pelle di animale permette di confezionare un abito di pelliccia).
La versione CD del gioco include anche una speciale modalità Arcade pensata per i principianti, la quale aumenta il numero di scontri riducendo i fattori di sopravvivenza.